# Herb gminy Gózd
Herb gminy Gózd – jeden z symboli gminy Gózd, ustanowiony 23 października 2009.

## Wygląd i symbolika
Herb przedstawia na tarczy koloru czerwonego trzy złote karcze, a w środkowy wbity srebrny miecz ze złotą rękojeścią. Jest to nawiązanie do Puszczy Radomskiej, na terenie której powstały wsie gminy oraz pochodzącego z okolicy rycerstwa. 